# William Zorach
William Zorach (születési neve: Zorach Gorfinkel) (Jurbarkas, 1887. február 28. – Bath, 1966. november 15.) litván–amerikai szobrász, festő, nyomdaművész és író.

## Életpályája
Jurburgban, Litvániában született egy tízgyermekes család nyolcadik gyermekeként. Családjával 1893 körül emigrált az Egyesült Államokba,  Clevelandben (Ohio) telepedtek le Finkelstein néven. Az iskolában a Zorach nevet "William"-re cserélte tanára.
Marguerite Thompsonnal kötött házasságot (1887-1968) 1911-ben. Ekkor kezdték használni a Zorach vezetéknevet. New York Art Students League iskolában kezdett művészeteket tanulni.
A Maine állambeli Bath-ban hunyt el 1966. november 15-én.